# Compton, Winchester
Compton är en ort i civil parish Compton and Shawford, i distriktet Winchester, Storbritannien. Den ligger i grevskapet Hampshire och riksdelen England, i den södra delen av landet, 100 km sydväst om huvudstaden London. Compton ligger 82 meter över havet och antalet invånare är 2 311. Compton var en civil parish fram till 1985 när blev den en del av Compton & Shawford och Badger Farm. Civil parish hade 1 273 invånare år 1961. Byn nämndes i Domedagsboken (Domesday Book) år 1086, och kallades då Cuntune.
Terrängen runt Compton är platt, och sluttar söderut. Runt Compton är det ganska tätbefolkat, med 172 invånare per kvadratkilometer. Närmaste större samhälle är Southampton, 14,1 km söder om Compton. Trakten runt Compton består till största delen av jordbruksmark.